# Govza
Govza (cyr. Говза) – wieś w Bośni i Hercegowinie, w Republice Serbskiej, w gminie Foča. W 2013 roku liczyła 32 mieszkańców.